# The Greatest Estate Developer
The Greatest Estate Developer (titre d'origine : 역대급 영지 설계사) est une adaptation du web novel éponyme écrit par BK_Moon et illustré par Manggi. Il fut adapté en webtoon par le scénariste Lee Hyun‑min et le dessinateur Kim Hyun‑soo . Il est publié chez Naver une plateforme de webtoon de Corée du Sud,.
Le web-novel est publié du 3 juin 2019 au 12 novembre 2020 sur la plateforme Naver Webtoon, il finit avec 408 épisodes.
Il est en cours de publication depuis le 5 août 2021 sur Naver en Corée du Sudet depuis le 20 novembre 2021 sur Line Webtoon en anglais. Le Webtoon est actuellement dans sa 3e saison annoncée comme la dernière, il cumule actuellement 201 chapitres.

## Résumé
Un étudiant en génie civil, Suho Kim, se réveille dans la peau de Lloyd Frontera, un noble paresseux et endetté dans un monde fantastique. Usant de ses connaissances en ingénierie, il s’efforce de redresser la fortune de sa famille tout en introduisant des innovations, accompagné d’un chevalier loyal, d’un hamster géant et d’une touche de magie.

## Fiche technique
- Titre original : Yeokdaegeup Yeongji Seolgyesa / 역대급 영지 설계사
- Origine :   Corée du Sud
- Date de sortie coréenne : 5 août 2021
- Date de sortie internationale :20 novembre 2021
- Type :  Manhwa
- Plateforme de diffusion:  Webtoon, Naver
- Genres :  Isekai, Fantasy , Comédie
- Thèmes : Animaux, Autre monde, Magie, Monstres, Royauté, Transmigration, Travail
- Scénariste : Lee Hyun‑min
- Dessinateur :  Kim Hyun‑soo
  - Auteur de l'œuvre originale : BK_Moon
- Éditeur VO :  Naver
- Nb chapitres VO :  188 (En cours)
- Nb chapitres VF :  165 (En cours)
- Nombre de lecteur : 13.2 M (2025)

## Style
Le style d’écriture de the greatest estate developer repose sur un savant mélange de comédie absurde, d’ingéniosité narrative et de satire des codes de l’isekai. Le récit détourne les attentes du genre en mettant en scène un héros dont la principale compétence est l’ingénierie civile, non le combat. L’écriture joue largement sur le contraste entre des situations critiques et des résolutions improbables, souvent techniques, qui renforcent le ton parodique. Les dialogues sont vifs, parfois volontairement exagérés, et les séquences humoristiques cohabitent avec des moments plus sérieux autour du progrès, de la stratégie et de la reconstruction sociale[source insuffisante].

## Univers

### Personnages
Lloyd Frontera/Suho Kim (chapitre 1)
C'est le protagoniste principal de l’œuvre. Aux débuts de l'histoire, Suho Kim est envoyé dans le dernier livre qu'il lisait                   ( Le Chevalier de sang et de fer). Durant sa vie sur terre, il vivait à Séoul en Corée du Sud et était étudiant en génie civil. Pauvre, il perdit ses parents jeunes et dut travailler dur pour survivre                       . Il se réincarne dans la peau de Lloyd , le fils aîné du seigneur de la baronnie de Frontera. Avant que Suho Kim prenne sa place, c'était un voyou qui ne faisait que boire et causait des soucis. La famille frontière étant dans une situation précaire. Suho Kim, dans la peau de Lloyd , décidera de se servir de ses compétences en génie civil et sa sournoiseri pour reconstruire sa famille et mener une vie paisible. Dans le livre Le Chevalier de sang et de fer, il meurt jeune de maladies après avoir trop bu. Pour l'aider dans sa quête, Lloyd dispose d'un système lui conférant plusieurs capacités en fonction du nombre de personnes qu'il a aidées ou fait changer d'avis sur lui. Les deux compétences les plus importantes qu'il a sont la capacité d'invocation et la capacité de spoiler (permet de voir l'avenir). Plus tard dans l'ouvre, il deviendra également maître épéiste.
Javier Asrahan (chapitre 1)
C'est le personnage principal du livre le Chevalier de sang et de fer, c'est un chevalier de la famille Frontéras, un prodige de l'art de l'épée notamment l'inventeur de la technique de Ki Asrahan. Il fut recueilli par Acros Fronteras alors qu'il mourait de faim dans la rue. Depuis ce jour, il reste extrêmement loyal à la famille Fronteras, Cherchant à devenir maître épéiste pour protéger la famille Frontéra. Au début de l'ouvre, il déteste Lloyd mais depuis l'arrivée de Suho Kim dans le corps de Lloyd , il se met à l'apprécier et se lie d'amitié avec lui. Il aidera grandement Lloyd à sauver la baronnie de Frontera en agissant comme garde personnel de Lloyd , l'accompagnant à presque toutes les occasions.
Alicia Termina Magentano (chapitre 34)
Reine de Magentano ( pays où se déroule l'eouvre). Elle a un pouvoir absolu, étant à la fois reine et l'une des seules maîtresses épées du royaume. Elle est donc décrite comme étant forte, charismatique et intelligente, elle reconnaîtra tout de suite les talents de Lloyd qui cherche en permanence à le faire travailler contre son gré.Dans le livre Le Chevalier de sang et de fer, elle se fait empoisonner et perd un bras, ce qui la transforme en tyran. Lloyd et Javier ont empêché cet événement à plusieurs reprises.
Arcos Frontera (chapitre 2)
Arcos Frontera est le baron puis compte de la région de Frontera. Il est le mari de Marbella Frontera et est le père de Lloyd et Julian Frontera. C'est une personne juste, loyale mais assez naïve. Il s'est fait arnaquer au début de l'ouvre, perdant le patrimoine de sa famille. Dans le chevalier de sang et de fer, Il finit par se suicider avec sa femme, incapable de résoudre les problèmes liés à l'arnaque.
Bayern (chapitre 4)
Chef des chevaliers de la baronnie de Frontera, ce n'est pas un grand guerrier mais il est connu pour sa loyauté et son dévouement à ses devoirs. Il sera nommé par Lloyd, fonctionnaire, comme gestionnaire des affaires du domaine en raison de ses talents d'organisation et de gestion. Lloyd le compara à un grand PDG de notre monde.
Julian Frontera (chapitre 4)
Il est le fils d'Arcos et de Marbella Frontera ainsi que le frère cadet de Lloyd Frontera. Il étudie à l'école royale de margetanos où il se fait harceler du fait à la fois de son statut social plus bas que ses camarades et de son gabarit relativement faible. C'est le personnage qui déteste le plus Lloyd au début de l'œuvre, souffrant d'une enfance à se faire harceler par ce dernier. Il a une relation particulièrement forte avec Ravier et ses sous, c'est conseillé qu'il finira par changer d'avis sur Lloyd. Plus tard, dans le webtoon, il se marie avec l'aide de Lloyd. Dans le livre Chevalier de sang et de fer, il meurt peu de temps après ses parents tués alors qu'il se promenait dans la capitale.
Ppodong (chapitre 4)
C'est la première invocation de Lloyd , c'est un hamster fantastique capable de croître à des proportions gigantesques à l'aide de graines de tournesol rouges. Il restera avec Lloyd , l'aidant dans ses projets de construction. Lloyd l'invoqua à l'origine pour son projet d'ondol ayant besoin de machines lourdes pour creuser.
Bangul (chapitre 10)
Deuxième créature invoquer par Lloyd , est un serpent fantastique. Elle peut aussi grandir grace aux graines de tournesol rouges et a également la capacité d'ingurgiter les mineraux et de les raffiner soit en fer soit en cendre en fonction des mineraux utilisés. Lloyd l'invoqua à l'origine pour son projet de mine de charbons ayant besoin d'aide pour creuser sous la montagne et de produire des renforts en fer.
Hamang (chapitre 19)
Troisième invocation de Lloyd , c'est un hippopotames fantastique qui a la capacité de boire de grandes quantités d'eux, augmentant sa taille en fonction de la quantité bus. Lloyd l'invoqua à l'origine pour son projet de la revalorisation des zones humides de Maritz ayant besoin de drainer l'eau du marécage afin de les transformer en terre cultivable.
Bibeong (chapitre 53)
Aussi connue sous le nom de roi Storma, c'est une bête légendaire dormant dans le lac Kapua, proche de la ville de frontière. Son apparence est celle d'un castor immense de plus de 30 mètres, toutefois bien qu'il ne soit pas une invocation de Lloyd, sa taille diminue en cas d'ingestion de graines de tournesol rouges. Il aidera plusieurs fois Lloyd et la famille frontière pour rendre service à Bangul dont il est amoureux.
Ggoming (chapitre 53)
Quatrième créature jamais invoquée par Lloyd, il s'agit d'un oiseau de taille humaine pouvant tisser des toiles d'araignée. Contrairement aux autres invocations faites par Lloid, il n'aime pas travailler, c'est par la peur que Ppodong arrive à le convaincre de travailler.Lloyd l'invoqua à l'origine pour son projet de fermes de terrasses ayant à la fois besoin d'un moyen de maintenir la terre serrée et de voir le domaine de haut. Contrairement aux autres, il n'a pas été invoqué du premier coup grâce à l'aide du système mais a nécessité plusieurs invocations ratées.

### Construction
Dans the greatest estate developer, Lloyd Frontera utilise ses connaissances en génie civil pour construire plusieurs bâtiments ou édifices importants. Ces constructions font directement référence à des créations ayant réellement existé.
liste par ordre chronologique :
| Construction                               | chapitre  | origine | Raison de la construction |
| ------------------------------------------ | --------- | --- | --- |
| Ondol                                      | 1 à 2     | Basé sur les Ondol coréens, d'ancien système de chauffage d'habitation datant de 300 av JC. Il fonctionne à partir d'un four qui envoie de la fumée chaude sous le sol, réchauffe le bâtiment avant de sortir par la cheminée. | Amélioré sa réputation auprès de la population du comté de Frontera.                                                                     |
| Voie Appienne                              | 8 à 9     | Basé sur les voies romaines, ce sont des voies créées sous l'Empire Romain à partir de - 312 av. J.-C. Elles sont caractérisées par des voies pavées de pierre composées de 3 couches. L'oeuvre s'inspire plus précisément de la voie Appienne, première voie romaine construite. | Permettra l'acheminement du charbon plus rapidement ainsi qu'améliorera le commerce avec l'extérieur.                                    |
| Mine de charbon                            | 10 à 13   | La mine de charbon est construite à partir de 2 techniques, la première est la technique du tunnelage en sol meuble permettant à la mine de se fondre avec le temps, cette technique développée en Europe date du Moyen Âge.La seconde technique utilisée est la technique du bouclier basée sur les techniques de forage modernes. | Le but est de produire du charbon afin d'alimenter les ondules précédemment construits afin de gagner plus d'argent.                     |
| Seokbinggo                                 | 13 à 18   | Les Seokbinggo sont des types de glacières coréennes datant de l'antiquité, on en retrouve dans plusieurs pays notamment l'Iran, la Russie et un peu partout en Europe.Le principe est de créer un bâtiment partiellement ou totalement enfoui et entouré de matières isothermes avant d'y mettre de la glace. Cela permet de garder la fraîcheur du lieu plus longtemps. | Permet de recruter les orcs du désert comme source de main d'œuvre, ainsi que de récupérer leur trésor.                                  |
| Transformation de marais en terre agricole | 19 à 21   | Il s'agit d'un drainage agricole, processus déjà présent aux préhistoires bien que les techniques utilisées dans l'œuvre font penser à celle faite en 1847 en Angleterre. Ce processus permet d'assécher un marais pour le transformer en terrain cultivable. | Le but est de revalorisation des zones humides de Maritz afin de régler les problèmes de nourriture du territoire.                       |
| Aqueduc Romain                             | 22 à 23   | Les aqueducs romains ont été construits sous l'empire romain durant l'Antiquité. Ils assuraient l'adduction d'eau dans les villes. L'aqueduc romain construit dans le couvre et à la fois extérieur comme l'aqueduc de Nîmes et sous-terrain comme l'aqueduc de l'Eifel. Dans l'oeuvre Lloyd utilise du calcaire pour la construction ainsi que des tiges de bambou géant pour les parties ensevelies. | L'objectif était de contrer l'empoisonnement de l'eau fait par le vicomte de Lacona pour se venger d'avoir perdu les marais de Matriz    |
| Patform sous-marin                         | 25 à 27   | Pour créer cette plateforme, Lloyd va utiliser 3 techniques de période différente : - Système de caisson, cette technique créée en Angleterre au 19ème siècle consiste à construire une structure étanchée afin d'accéder aux futures fondations d'un bâtiment. - Pieux de friction, techniques existantes depuis l'Antiquité, dans l'œuvre il utilise les techniques de micropieu qui sont contemporaines. Cette technique permet de supporter de lourdes charges sur un terrain pas adapté. - Ciment romain, utilisé durant toute la période de l'Antiquité romaine, il s'agit d'un type de ciment fait à partir de chaux, de sable, de tuile broyée et de sable volcanique. | Contrat avec le compte de Crémo qui cherche à faire fuir un gigatitan qui rode dans son port en y installant une statue de sirène.       |
| Pont suspendu                              | 37 à 42   | Technique moderne, les ponts suspendus apparaissent aux alentours de 1595 ap JC. Il consiste à créer un pont tenant via des câbles porteurs, le rendant particulièrement résistant aux intempéries. Dans l'ouvre, le pont créé est un pont suspendu à travée unique, donc les câbles partent de deux tours à chaque extrémité du pont. Le design du pont est quant à lui inspiré du Tower Bridge de Londres. | Contrat avec la reine, le pont doit régler le problème de crues de la grande rivière traversant Magenta, la capitale du royaume.         |
| Figure d'un monstre a flanc de montagne    | 51 à 52   | Il n'utilise pas une technique de notre monde, toutefois l'inspiration est probablement le Mont Rushmore construit en 1941 aux États-Unis. | Retardé le domino des monstres. |
| complexe d'apartement                      | 58 à 77   | Basé sur les Tulou des résidences communautaires chinoises créées au 15ème siècle. Ils sont composés de plusieurs appartements identiques avec des lieux de vie communs au centre. Une fois fermé, il se transforme en forteresses.L'ouvre se base plus précisément sur les tulou du fujan qui sont les plus grands et de forme ronde ou carrée. | Loger l'ensemble des réfugiés qui viennent dans la baronnie à la suite du domino des monstres.                                           |
| Centre d'épuration                         | 79 à 81   | Le centre d'épuration reprend une structure semblable à celle du 19ème siècle en France. Toutefois, il n'utilise aucun des 3 techniques d'épuration connues de nos jours, préférant utiliser le feu d'un dragon. | Empêcher une épidémie sur le territoire comparable à celle de Venise.                                                                    |
| Travaux de stabilisation de montagne       | 90 à 91   | Pour arrêter les glissements de terrain, Lloyd a choisi de faire un système d'ancrage consistant à insérer dans la terre sujette aux glissements de terrain des tiges en fer celer dans du béton ; ce principe permet de retenir les glissements de terrain. Ce système date du 20ème siècle. | Contrat avec le château de Namaran, le but est d'empêcher les glissements de terrain qui mettent en danger le château.                   |
| Oléoduc souterrain                         | 95 à 98   | Lloyd s'inspire des oléoducs modernes créés sous l'empire napoléonien vers 1810, utilisés à l'époque pour transporter de l'eau. Contrairement aux aqueducs, les oléoducs sont constitués exclusivement de canalisations, et se basent sur un système de pression pour le transport de l'eau. | mettre fin aux rebellion dans le pays de samarkand et signer un traité de paix entre samarkand et magenta                                |
| Mise en valeurs d'un squelette de dragon   | 104 à 107 | Lloyd est chargé de mettre en valeur un squelette de dragon, il l'exposera en s'inspirant des musées d'histoire naturelle européens. | contrat de la reine de magenta |
| Voie férée des enfer                       | 112 à 119 | Voie ferrée créée durant la fin du 16ème siècle, elle s'inspire des premiers trains créés en Angleterre. Contrairement aux trains réels, ils fonctionnent via la magie. Les rails sont faits en voile et en fer et permettent le transport de ressources. | Demande du roi des enfers. |
| Jjimjilbang                                | 127 à 130 | Le jjimjilbang, c'est un bain public coréen créé durant le 17ème siècle en Chine. Encore populaire aujourd'hui, il comporte généralement un sauna, des jacuzzis et des tables de massage. Les différentes salles sont décorées en fonction du thème pour les rendre attrayantes. Dans l'œuvre, Lloyd crée cette structure sous l'eau en se servant de geyser maritime pour avoir de l'eau chaude. | En echange de mains d'eouvre des siréne                                                                                                  |
| Hippodrome                                 | 143 à 150 | Les premiers hippodromes datent de l'antiquité grecque, c'est un lieu de compétition de course de chevaux. La version de Lloyd ressemble beaucoup à celle du Circus Maximus construit en 599 av. J.C. | Pour permettre au centaure de faire la course sans se blesser en échange d'une pièce de l'aoteraroa                                      |
| L'aoteraroa                                | 158 à 163 | La construction pyramidale rappelle les constructions Aztèques et Mayas comme Chichén Itzá. Toutefois, on peut aussi trouver une ressemblance avec la pyramide de Djéser en Égypte datant du 28ème siècle av JC | Essaie de trouver une solution au retour du destin initial                                                                               |
| Voie ferrée en montagne                    | 168 à 178 | Basé sur les voies ferrées modernes créées en 1820 française. Il permet le transport de passagers et est plus adapté aux chemins montagneux. Il fonctionne avec une locomotive à charbon. Lloyd conçoit également des systèmes pour préserver l'écologie autour de la voie ferrée où passe le train, ce sont des principes qui apparaissent durant le 21ème siècle. | Contrat entre les nobles de Magerta et Lloyd. En échange d'une voie praticable dans les montagnes, ils donneront à Lloys l'étoile d'été. |

### Univers étendu
The greatest estate developer appartient à un univers partagé comprenant des titres comme I Became the Chef of the Dragon King  et The Apothecary Prince .
- I Became the Chef of the Dragon King : on retrouve la même adaptation des races des elfes et des sirènes, on voit la signature du pacte des dragons évoqué dans the greatest estate developer. Enfin dans the greatest estate developer la mère de Lloyd utilise un livre appelé " I Be came the Dragon King's Chef ", référence directe à I Became the Chef of the Dragon King. L'œuvre se situe donc dans le même univers mais dans une période antérieure non définie.
- The Apothecary Prince : L'œuvre se passe dans le royaume de Magentano 300 ans après la fin de the greatest estate developerr. Le protagoniste est Lachiel Adria Magentano prince de Magentanoest le descendant de Lloyd Frontera et Alicia Termina Magentano. Il utilise aussi la technique de Ki de Asrahan créée par Javier Asrahan et Lloyd Frontera.

## Autre media

### Edition physique
Depuis fin 2023, la version imprimée coréenne de the greatest estate developer a été publiée par l'éditeur Moon Phase. Le premier volume est sorti le 21 novembre 2023 en Corée, 5 volumes disponibles à ce jour .Ces éditions sont distribuées notamment dans les grandes chaînes coréennes, ainsi que via des vendeurs internationaux en ligne comme Harumio et eBay,.
Il n’existe pas encore de version papier en anglais ou français, seuls les volumes coréens sont aujourd’hui commercialisés.
| tome | Date de parution | page |
| ---- | ---------------- | ---- |
| 1    | 21/11/2023       | 336  |
| 2    | 18/01/2024       | 336  |
| 3    | 21/03/2024       | 336  |
| 4    | 25/07/2024       | 336  |
| 5    | 16/01/2025       | 336  |
| 6    | 15/05/2025       |      |

### Jeux video
Le 24 février 2025, Com2uS Holdings a annoncé une collaboration avec le webtoon the greatest estate developer pour son jeu mobile Soul Strike. Cette collaboration a permis l'intégration de personnages emblématiques du webtoon, tels que Lloyd Frontera, Harviel Asrahan et Alicia Termina Magentano, en tant que compagnons mythiques dans le jeu. Le protagoniste, Lloyd Frontera, est décrit comme un ingénieur civil réincarné dans un monde fantastique, utilisant ses connaissances modernes pour reconstruire son domaine.

## Référence
1. 1 2  (ko-Hani) naver, « 역대급 영지 설계사 » , sur naver
2. 1 2  (ko-Hani) Koréan créative content agency, « 도서정보 역대급 영지 설계사 », sur library.kocca,‎ 24 avril 2023 (consulté le 29 juin 25)
3. ↑  (ko) « 역대급 영지 설계사 - 1화. 소설 속 망나니가 되다 », sur novel.naver.com (consulté le 6 juillet 2025)
4. ↑  (en) « The Greatest Estate Developer », sur www.webtoons.com (consulté le 27 juin 2025)
5. ↑  (en-US) « ‘The Greatest Estate Developer’ May Not Escape TBATE's Isekai Anime CurseFandomWire », sur fandomwire.com, 27 juin 2025 (consulté le 6 juillet 2025)
6. ↑  (en-US) Merlyn De Souza, « Webtoon's Best Isekai Is Ending Soon and It Needs an Anime ASAP », sur ComicBook.com, 14 mars 2025 (consulté le 28 juin 2025)
7. ↑  Sonia D, « The Greastest Estate Developer : la parodie subtile de l’isekai - Webtoon Actu », sur Webtoon Actu!, 17 mars 2023 (consulté le 28 juin 2025)
8. ↑  (en) « The Greatest Estate Developer - Manhwa », sur Harumio (consulté le 27 juin 2025)
9. ↑  (ko-Hani) Ministère de la culture coréen, « 역대급 영지 설계사.1-4 », sur nl.go
10. ↑  (ko) 여준욱, « 컴투스홀딩스 '소울 스트라이크', 네이버 인기 웹툰 ‘역대급 영지 설계사’ 협업 », sur YTN,‎ 24 février 2025 (consulté le 28 juin 2025)